# Sântioana, Mureș
Sântioana, mai demult Sântioana Săsească, Sântuioana (în dialectul săsesc Gehonesz, în germană Johannisdorf, Johannesdorf, Johannsdorf, Gehanes, în maghiară Szászszentiván, Szászszentivány) este un sat în comuna Viișoara din județul Mureș, Transilvania, România.

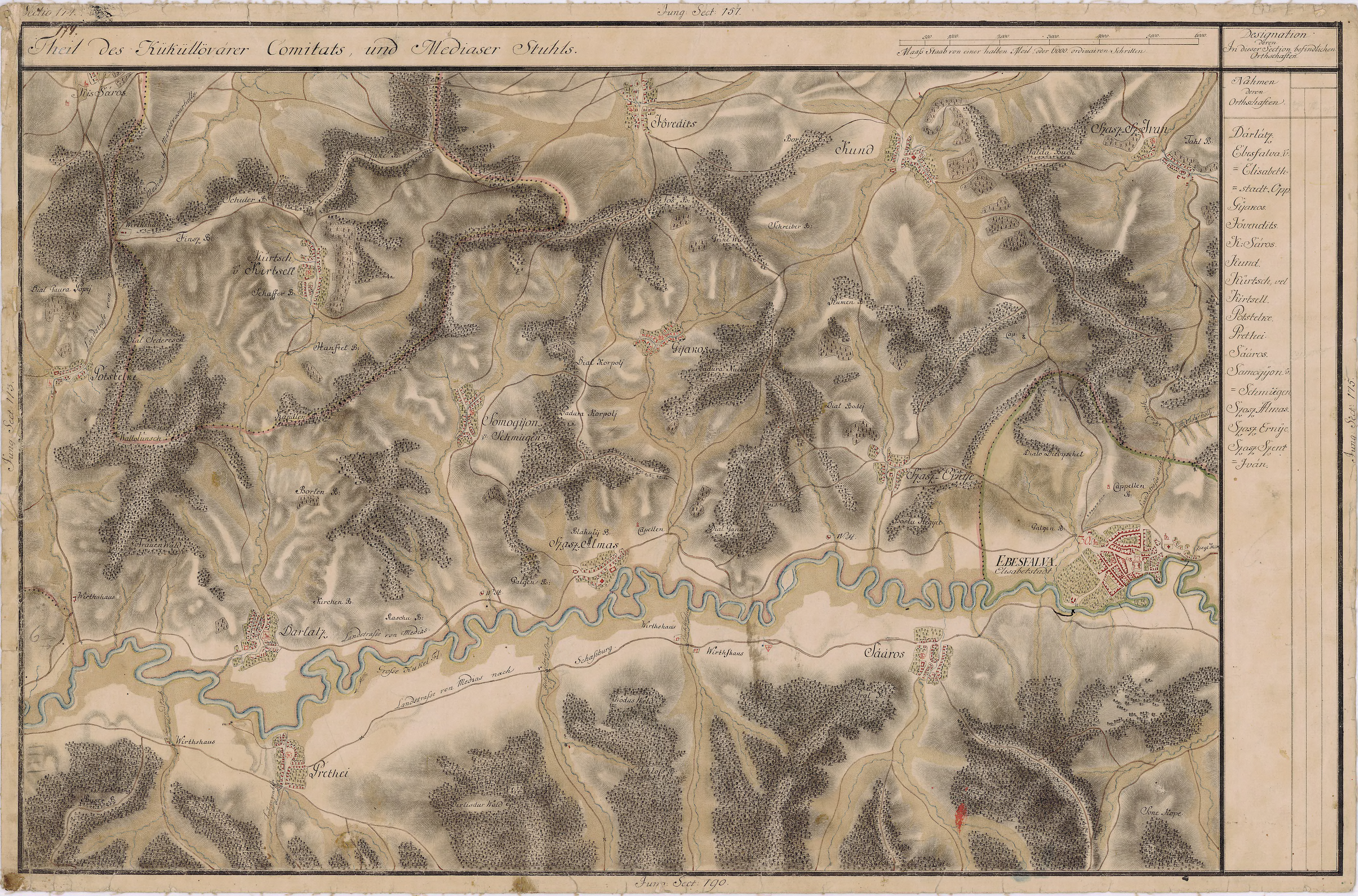
Sântioana pe Harta Iosefină a Transilvaniei, 1769-1773

## Vezi și
- Biserica evanghelică din Sântioana

## Imagini

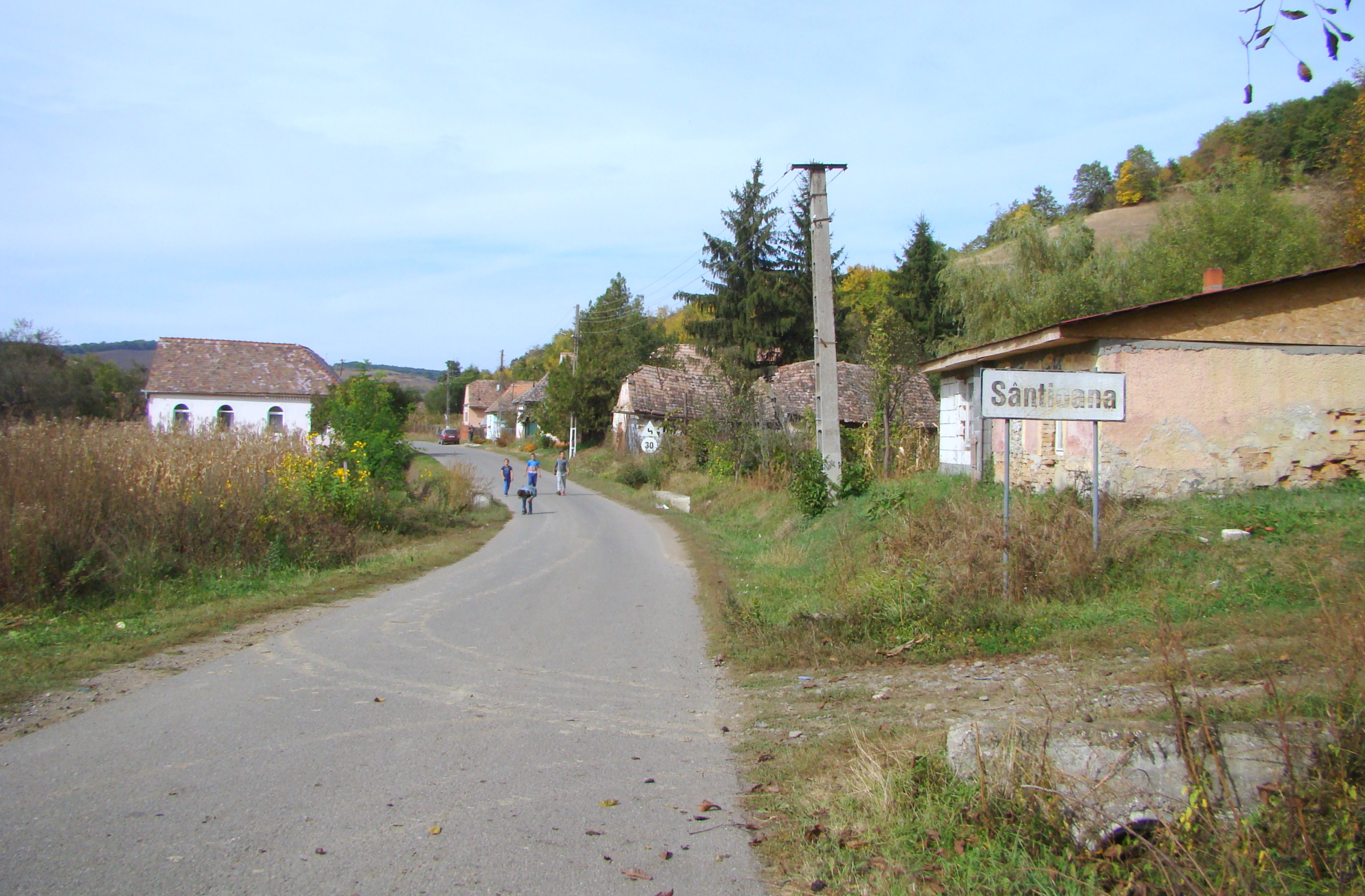
Intrarea în localitate
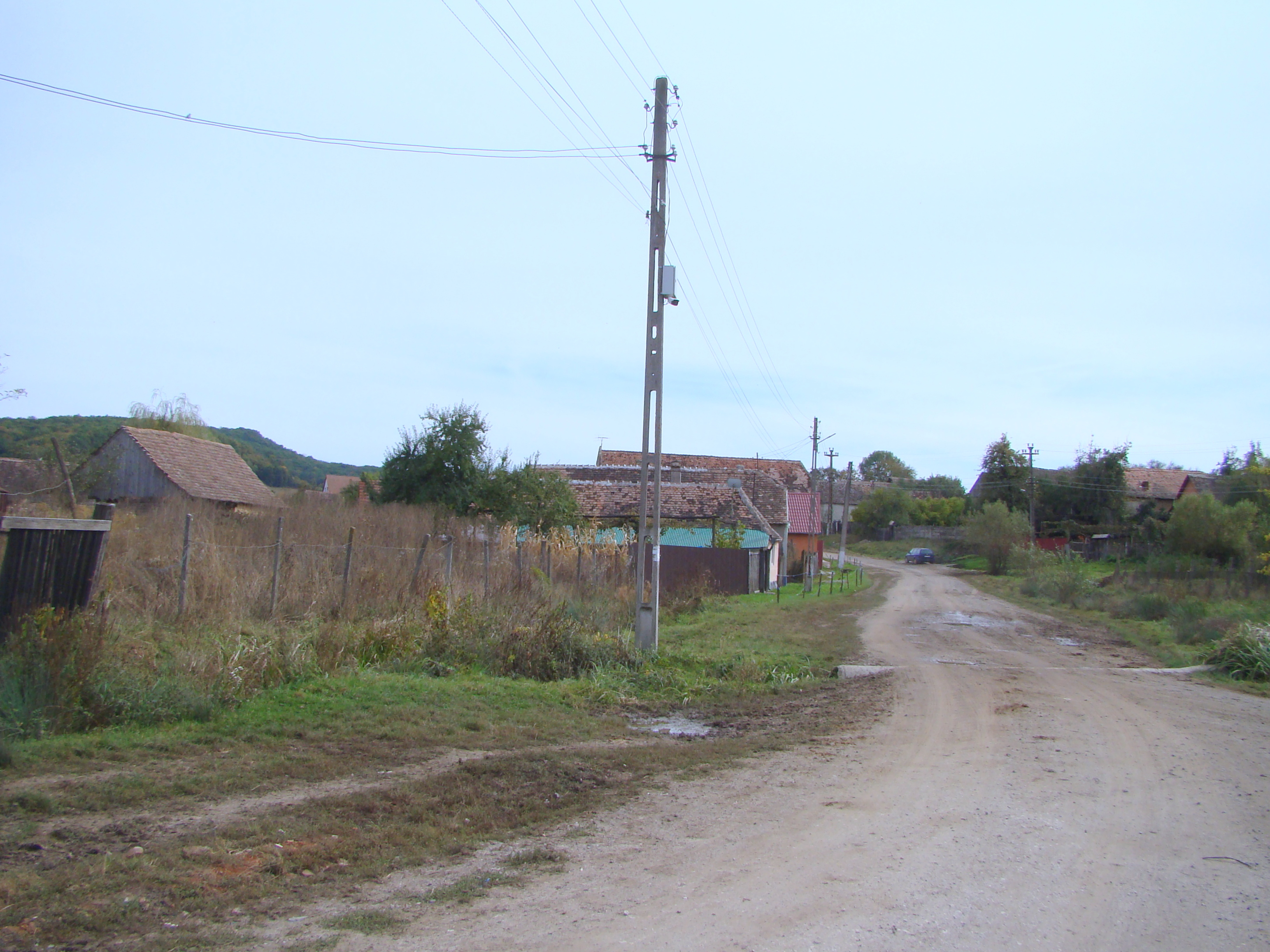
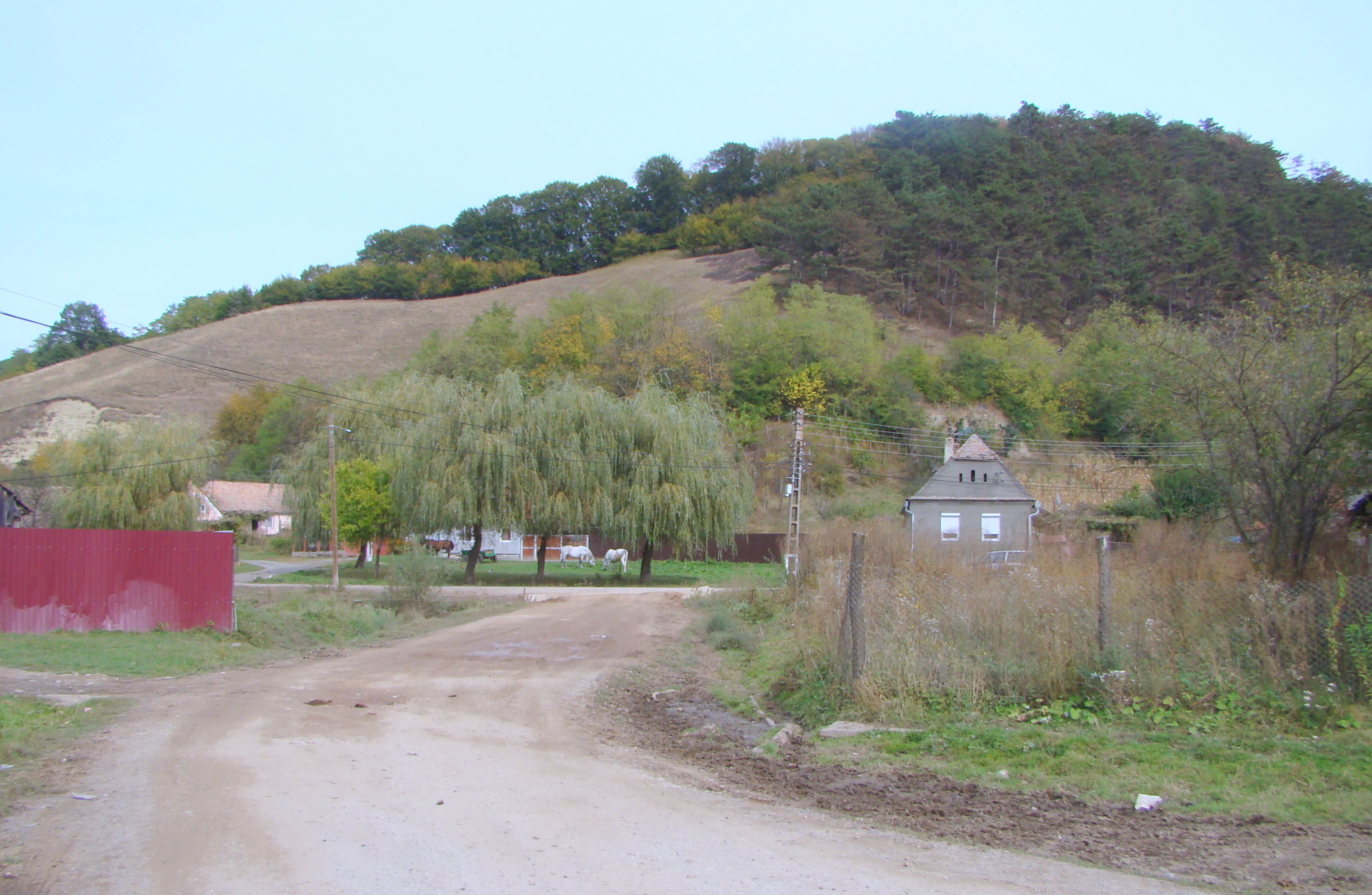
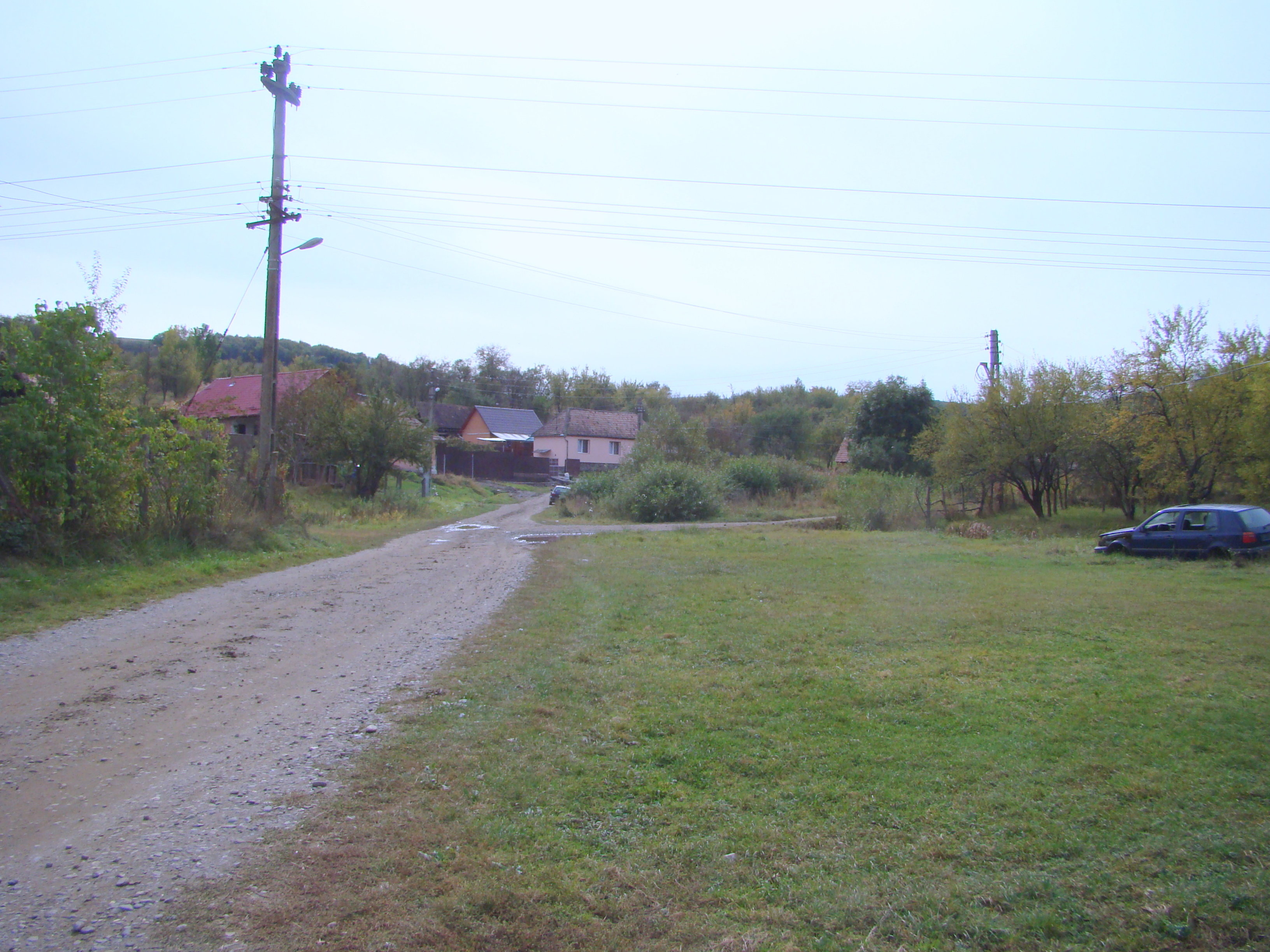
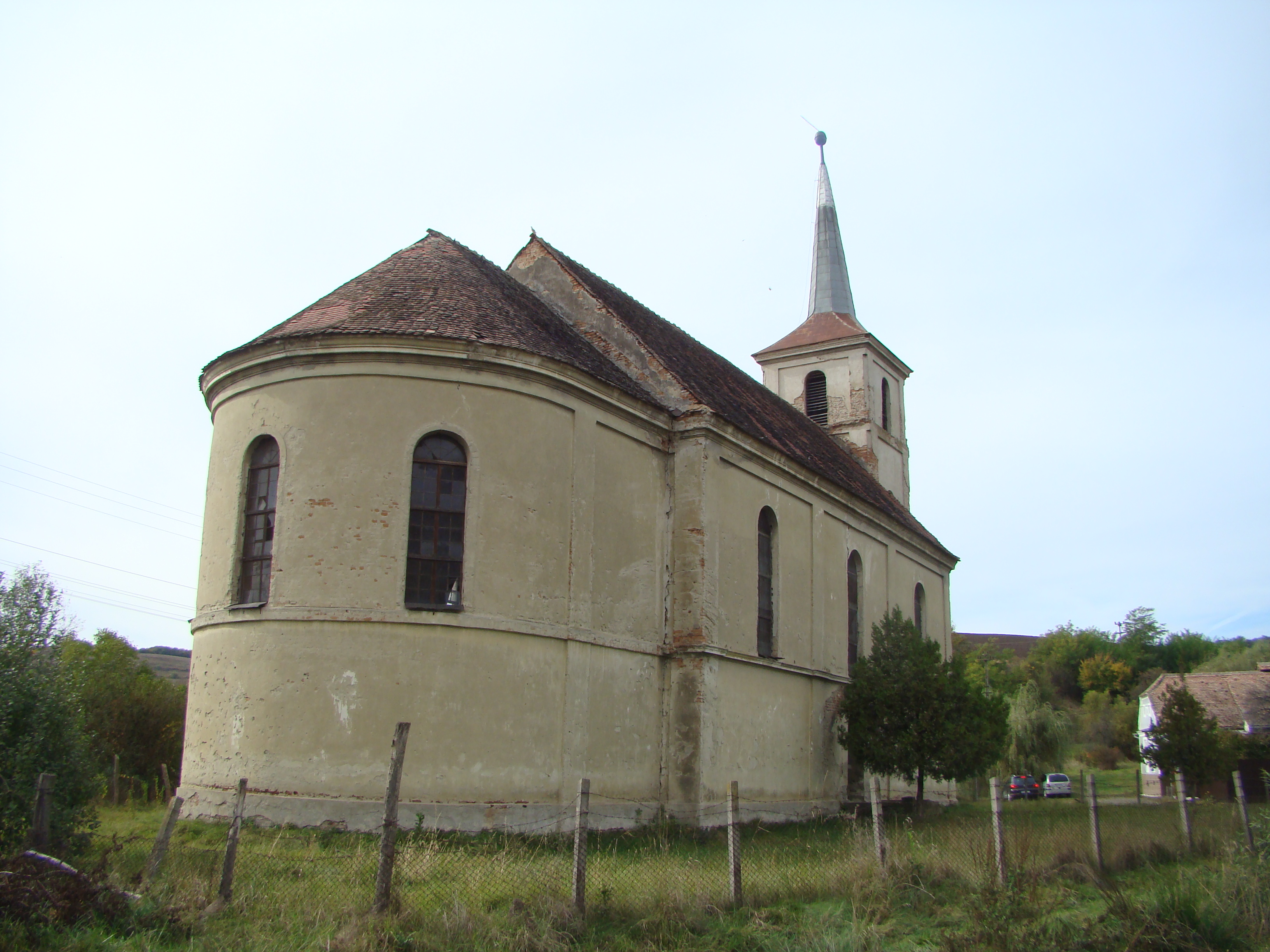
Biserica evanghelică
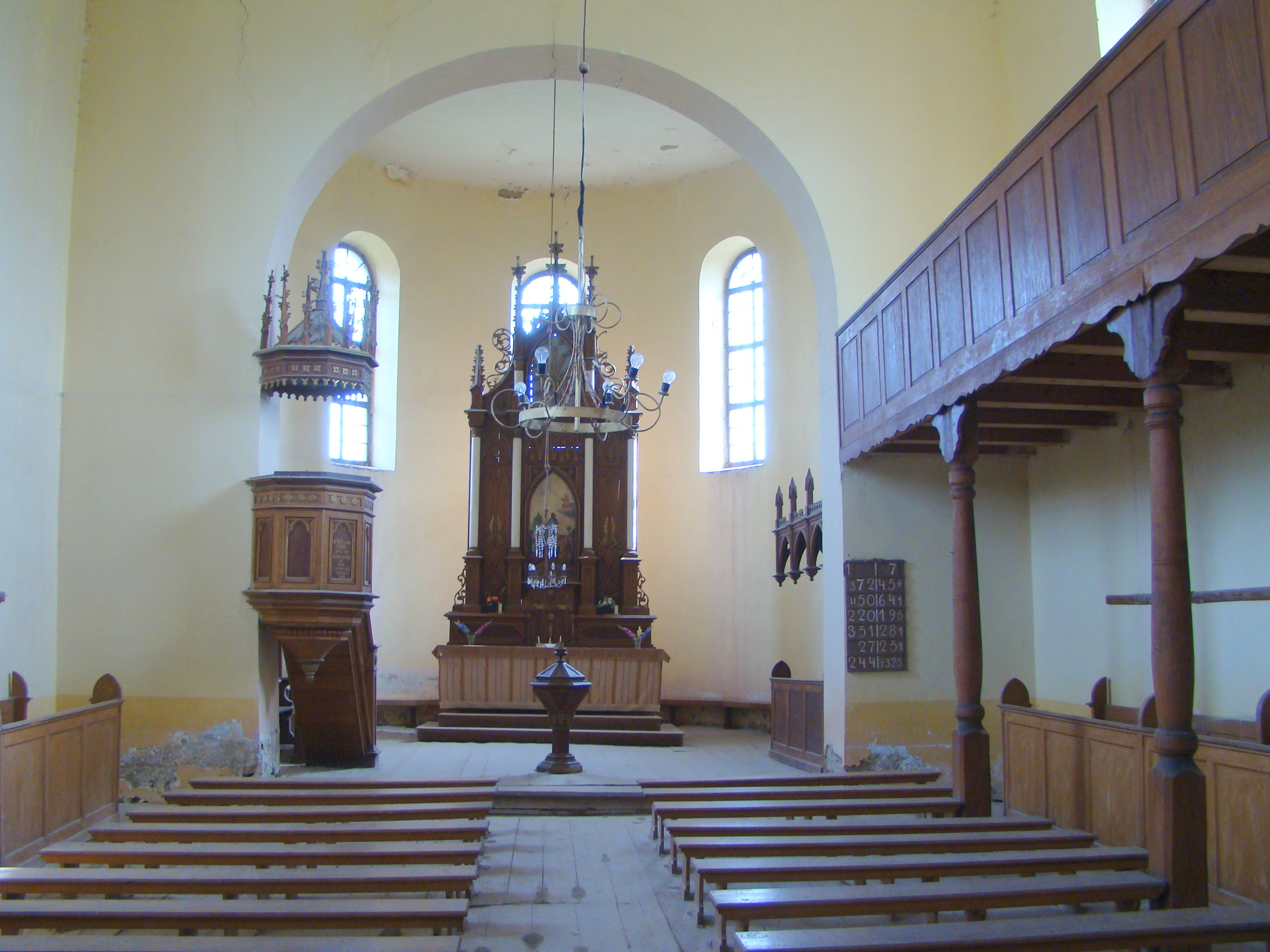
Biserica evanghelică (interiorul)
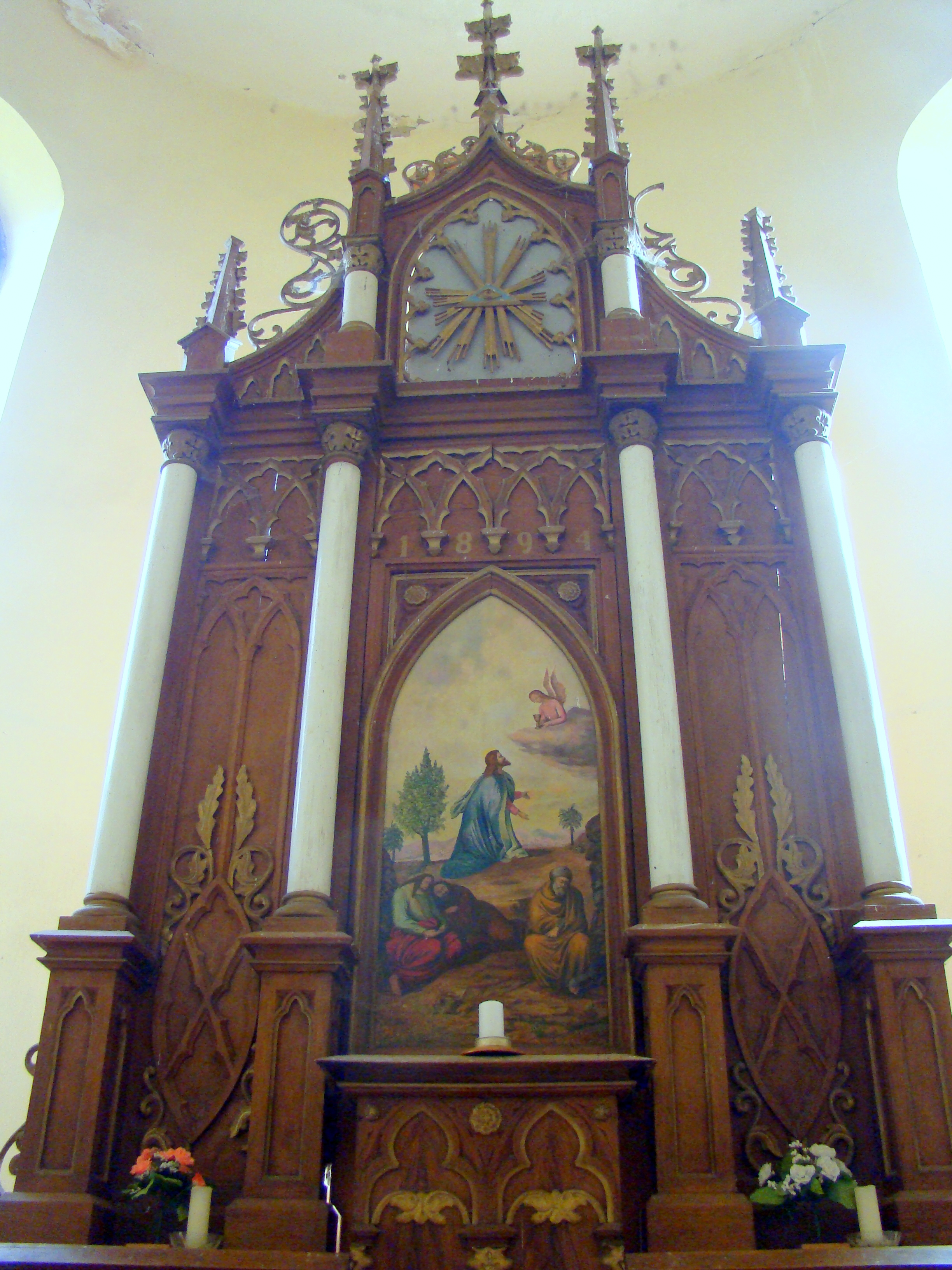
Biserica evanghelică (altarul)
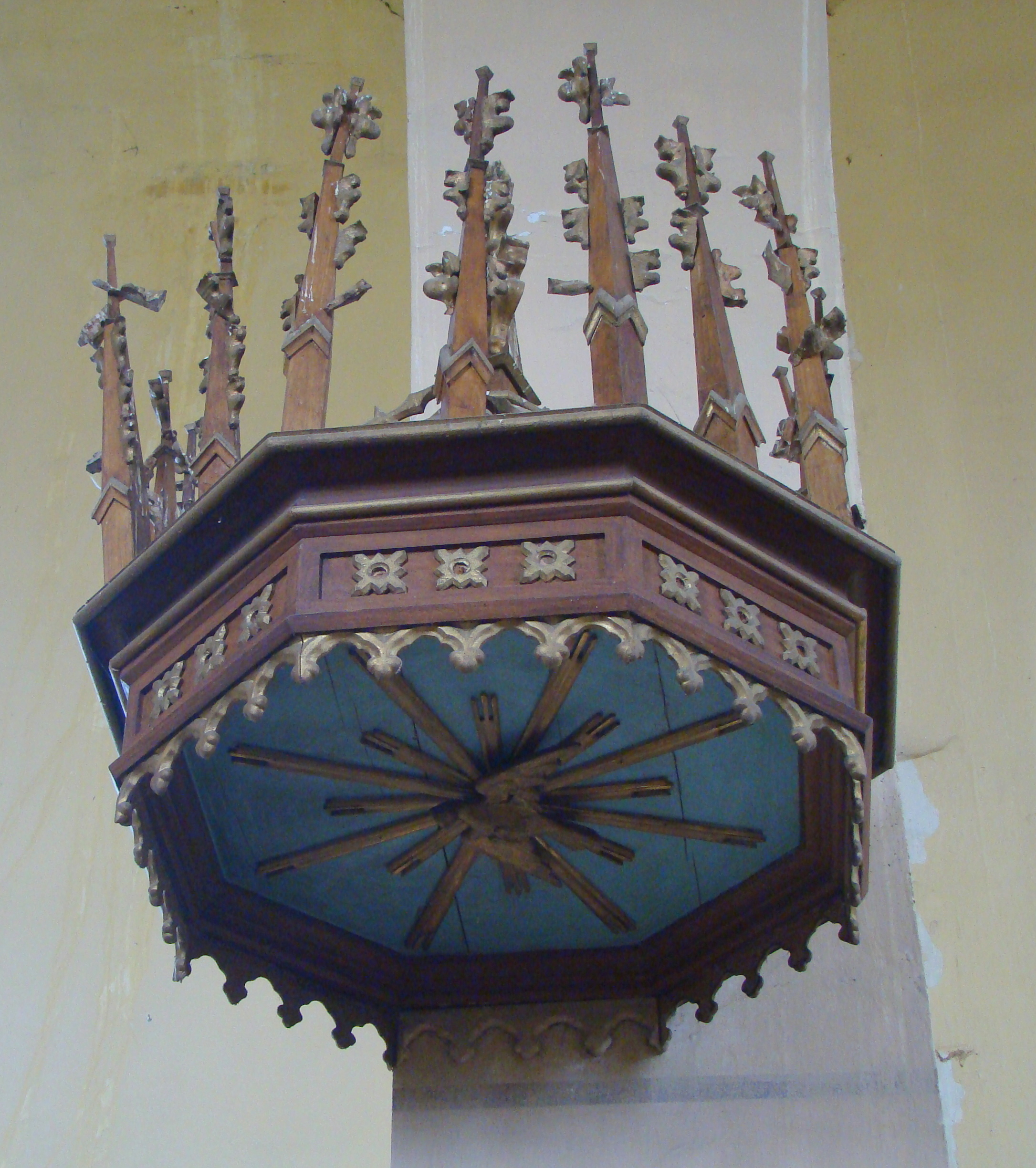
Biserica evanghelică (coronamentul amvonului)